# Jeremy Ray Taylor
Jeremy Ray Taylor (Bluff City, 2 giugno 2003) è un attore statunitense.
È noto per il ruolo di Ben Hanscom nei film It e It - Capitolo due del regista Andrés Muschietti.

## Biografia
Ha iniziato a recitare nel 2013 nel film 42 - La vera storia di una leggenda americana.
Nel 2015 recita nel film Alvin Superstar - Nessuno ci può fermare
Ha ricoperto il ruolo di Ben Hanscom nei film horror It e It - Capitolo due. Nel 2018 ha ottenuto la parte di Sonny Quinn, il fratello minore della protagonista Sarah, nel film Piccoli brividi 2 - I fantasmi di Halloween (diretto da Ari Sandel), sequel del primo lungometraggio cinematografico della serie di libri per ragazzi.

## Filmografia

### Cinema
- 42 - La vera storia di una leggenda americana, regia di Brian Helgeland (2013)
- Alvin Superstar - Nessuno ci può fermare, regia di Walt Becker (2015)
- It, regia di Andrés Muschietti (2017)
- Geostorm, regia di Dean Delvin (2017)
- Piccoli brividi 2 - I fantasmi di Halloween, regia di Ari Sandel (2018)
- It - Capitolo due (It: Chapter Two), regia di Andrés Muschietti (2019)

### Televisione
- Schooled - serie TV, ep.1x3 (2019)
- Hai paura del buio? - serie TV, 3 episodi (2019)
- Big Sky - serie TV, 2 episodi (2021)
- Cheerleader per sempre - (esclusiva netflix 2022)

## Doppiatori italiani
Nelle versioni in italiano delle opere in cui ha recitato, Jeremy Ray Taylor è stato doppiato da:
- Alessandro Carloni in It, It - Capitolo Due
- Lorenzo Crisci in Piccoli Brividi 2 - I fantasmi di Halloween
- Daniele De Ambrosis in Cheerleader per sempre